# Plážový fotbal na Jihoamerických plážových hrách 2023
Turnaj plážového fotbalu na Jihoamerických plážových hrách 2023 byl 5. ročníkem Plážového fotbalu na Jihoamerických plážových hrách, který se konal ve Kolumbii ve měste Santa Marta, v období od 18. července do 21. července 2023. Účastnilo se ho 8 týmů, které byly rozděleny do dvou skupin po čtyřech týmech. Ze skupin postoupily první celky do finále, druhé do boj o bronz a týmy na třetích a čtvrtých místech do bojů o umístění. Titul po páté za sebou získali reprezentanti Brazílie, kteří porazili ve finále Kolumbii 6:2.

## Stadion
Turnaj se bude hrát na jednom stadionu v jednom hostitelském městě: Parque Multideportivo 500 Años (Santa Marta).
| Santa Marta                    |
| ------------------------------ |
| Parque Multideportivo 500 Años |
| Santa Marta                    |

## Zápasy

### Skupinová fáze
| Vysvětlivky                                               |
| --------------------------------------------------------- |
| Týmy na prvních místech postupují do finále               |
| Týmy na prvních druhých místech postupují do boje o bronz |
| Týmy na třetích místech postupují do boje o páté místo    |
| Týmy na čtvrtých místech postupují do boje o sedmé místo  |
| Vítěz zápasu je tučně zvýrazněn                           |

Čas každého zápasu je uveden v lokálním čase.

#### Skupina A
| Tým      | Z | V | R | P | VG | IG | +/− | B |
| -------- | - | - | - | - | -- | -- | --- | - |
| Kolumbie | 3 | 3 | 0 | 0 | 20 | 13 | +7  | 9 |
| Paraguay | 3 | 2 | 0 | 1 | 20 | 11 | +9  | 6 |
| Panama   | 3 | 1 | 0 | 2 | 12 | 19 | −7  | 3 |
| Ekvádor  | 3 | 0 | 0 | 3 | 9  | 18 | −9  | 0 |

| 18. července 2023 10:30 |       |          |                                             |
| Kolumbie                | 6 : 5 | Paraguay | Parque Multideportivo 500 Años, Santa Marta |
|                         |       |          | Parque Multideportivo 500 Años, Santa Marta |

| 18. července 2023 14:30 |       |        |                                             |
| Ekvádor                 | 3 : 5 | Panama | Parque Multideportivo 500 Años, Santa Marta |
|                         |       |        | Parque Multideportivo 500 Años, Santa Marta |

| 19. července 2023 9:00 |       |          |                                             |
| Panama                 | 3 : 8 | Paraguay | Parque Multideportivo 500 Años, Santa Marta |
|                        |       |          | Parque Multideportivo 500 Años, Santa Marta |

| 19. července 2023 16:25 |       |         |                                             |
| Kolumbie                | 6 : 4 | Ekvádor | Parque Multideportivo 500 Años, Santa Marta |
|                         |       |         | Parque Multideportivo 500 Años, Santa Marta |

| 20. července 2023 14:30 |       |          |                                             |
| Ekvádor                 | 2 : 7 | Paraguay | Parque Multideportivo 500 Años, Santa Marta |
|                         |       |          | Parque Multideportivo 500 Años, Santa Marta |

| 20. července 2023 16:00 |       |          |                                             |
| Panama                  | 4 : 8 | Kolumbie | Parque Multideportivo 500 Años, Santa Marta |
|                         |       |          | Parque Multideportivo 500 Años, Santa Marta |

#### Skupina B
| Tým       | Z | V | R | P | VG | IG | +/− | B |
| --------- | - | - | - | - | -- | -- | --- | - |
| Brazílie  | 3 | 3 | 0 | 0 | 18 | 13 | +5  | 9 |
| Argentina | 3 | 1 | 0 | 2 | 12 | 12 | 0   | 3 |
| Uruguay   | 3 | 1 | 0 | 2 | 17 | 16 | +1  | 3 |
| Venezuela | 3 | 0 | 1 | 2 | 13 | 19 | −6  | 1 |

| 18. července 2023 9:00 |       |           |                                             |
| Uruguay                | 8 : 4 | Venezuela | Parque Multideportivo 500 Años, Santa Marta |
|                        |       |           | Parque Multideportivo 500 Años, Santa Marta |

| 18. července 2023 16:00 |       |           |                                             |
| Brazílie                | 4 : 3 | Argentina | Parque Multideportivo 500 Años, Santa Marta |
|                         |       |           | Parque Multideportivo 500 Años, Santa Marta |

| 19. července 2023 10:30 |       |         |                                             |
| Brazílie                | 7 : 5 | Uruguay | Parque Multideportivo 500 Años, Santa Marta |
|                         |       |         | Parque Multideportivo 500 Años, Santa Marta |

| 19. července 2023 14:30 |                  |           |                                             |
| Venezuela               | 4 : 4 5 : 4 pen. | Argentina | Parque Multideportivo 500 Años, Santa Marta |
|                         |                  |           | Parque Multideportivo 500 Años, Santa Marta |

| 20. července 2023 9:00 |       |           |                                             |
| Uruguay                | 4 : 5 | Argentina | Parque Multideportivo 500 Años, Santa Marta |
|                        |       |           | Parque Multideportivo 500 Años, Santa Marta |

| 20. července 2023 10:30 |       |          |                                             |
| Venezuela               | 5 : 7 | Brazílie | Parque Multideportivo 500 Años, Santa Marta |
|                         |       |          | Parque Multideportivo 500 Años, Santa Marta |

#### O 7. místo
| 21. července 2023 8:30 |       |           |                                             |
| Ekvádor                | 2 : 5 | Venezuela | Parque Multideportivo 500 Años, Santa Marta |
|                        |       |           | Parque Multideportivo 500 Años, Santa Marta |

#### O 5. místo
| 21. července 2023 10:00 |       |         |                                             |
| Panama                  | 2 : 3 | Uruguay | Parque Multideportivo 500 Años, Santa Marta |
|                         |       |         | Parque Multideportivo 500 Años, Santa Marta |

#### O 3. místo
| 21. července 2023 11:30 |               |           |                                             |
| Paraguay                | 5 : 6 (prod.) | Argentina | Parque Multideportivo 500 Años, Santa Marta |
|                         |               |           | Parque Multideportivo 500 Años, Santa Marta |

#### Finále
| 21. července 2023 13:10 |       |          |                                             |
| Kolumbie                | 2 : 6 | Brazílie | Parque Multideportivo 500 Años, Santa Marta |
|                         |       |          | Parque Multideportivo 500 Años, Santa Marta |